# Bonawentura Kudlicz

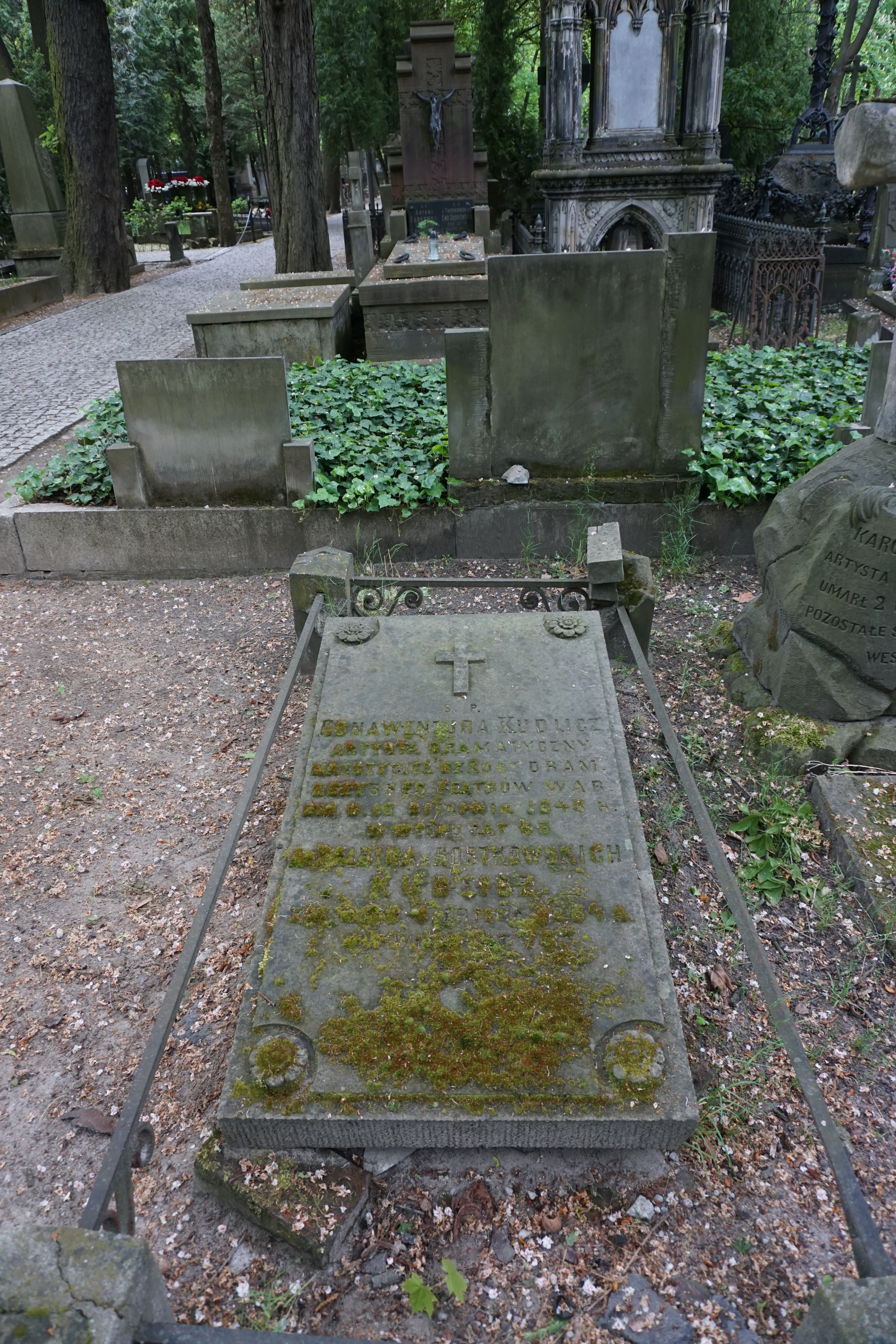
Grób Bonawentury Kudlicza na cmentarzu Powązkowskim

Bonawentura Kudlicz, krypt.: B.K., (ur. 12 lipca 1780 w Pleszewie, zm. 10 sierpnia 1848 w Warszawie) – polski aktor, reżyser teatralny, śpiewak basowy, dramatopisarz, kierownik i dyrektor Szkoły Dramatycznej, wolnomularz.

## Życiorys
Pierwsze nauki pobierał w rodzinnym Pleszewie, a następnie w Poznaniu. Na scenie debiutował w roku 1801, kiedy to wszedł w skład (występującego gościnnie w Poznaniu) zespołu W. Bogusławskiego. Wystąpił wówczas jako aktor w roli Susceptowicza w sztuce Szkoła obmowy R. Sheridana. Od tamtej chwili związał się z warszawskim Teatrem Narodowym na okres ponad 40 lat. 
W latach 1802–1809 występował gościnnie (głównie latem) z zespołem Bogusławskiego w Poznaniu, Kaliszu i Łowiczu, w roku 1808 – w Białymstoku, w 1811 – w Gdańsku, a w roku 1812 – w Wilnie (wraz z zespołem L A. Dmuszewskiego). W tym okresie rozwinął aktywną działalność w opozycyjnej względem Bogusławskiego grupie aktorów Teatru Narodowego. Przez ponad 2 miesiące (1 maja – 10 lipca 1814), współprzewodniczył z L.A. Dmuszewskim i K. Kurpińskim kierującemu teatrem Zrzeszeniu Aktorów. 
Począwszy od 1 lipca 1814 objął stanowisko reżysera Teatru Narodowego, które piastował nieprzerwanie przez 11 lat. Ponownie objął to stanowisko – na kolejne 11 lat – wiosną roku 1831. 4 lutego 1815 rozpoczął (przejęte po Bogusławskim) wykłady "dramatyki praktycznej" w Szkole Dramatycznej, które prowadził nieprzerwanie przez 28 lat (aż do roku 1843). W tym samym czasie objął posadę kierownika tejże szkoły. Od roku 1821 prowadził także wykłady w Konserwatorium Muzycznym, którym kierował wówczas J. Elsner. 
W roku 1823 zwiedzał teatry niemieckie (Drezno, Berlin), a latach 1823-1824 kierował występami gościnnymi teatru warszawskiego na deskach scen Płocka, Poznania i Kalisza. Przez 5 lat (od 15 lipca 1825 do 30 czerwca 1830) brał udział w wyłonionym przez Zrzeszenie Aktorów komitecie, który kierował teatrem aż do momentu jego upaństwowienia. W roku 1829 objął założonego wówczas Teatru Rozmaitości.
Znany ze swej patriotycznej postawy. Zmarł 10 sierpnia 1848 w Warszawie, a pochowany został na tamtejszych Powązkach (kwatera 12-6-2).

## Twórczość

### Ważniejsze dzieła
1. Dzień wybawienia. Drama z niemieckiego, wyst. Warszawa 12 maja 1808, autorstwo ustalił E. Szwankowski według publikacji "Roczniki Teatru Narodowego Warszawa"
2. Oberon, król Elfów. Opera w 3 aktach, wyst. Warszawa 1 czerwca 1810, muzyka: P. Wranitzky; autorstwo jak wyżej poz. 1; według J. G. Giesecke, Ch. M. Wieland: Oberon, König der Elfen; Estreicher (I, 1870) podaje jako autora źródła nazwisko Derley
3. Hrabia Osmond, czyli dwaj wielkorządcy królestwa Galicji. Drama w 5 aktach z niemieckiego, wyst. Warszawa 17 sierpnia 1810; autorstwo jak wyżej poz. 1; Estreicher (I, 1870) podaje tytuł: Hrabia Osmond bratobójca
4. Omyłki na wszystkie boki, czyli figle Jędrusia. Komedia w 5 aktach, wyst. Warszawa 1810(?); autora za Estreicherem (I, 1870) wskazał E. Szwankowski; według O. Goldsmith: She stoops to Conquer(?)
5. Ida, czyli zemsta spełniona. Opera w 4 aktach, wyst. Warszawa 19 kwietnia 1811, muzyka: A. Gyrowetz (V. Jirovec); autorstwo jak wyżej poz. 1; według A.F. Kotzebue; Estreicher (I, 1870, 381) podaje tytuł: Ida z Montfacon
6. Podejrzliwy, czyli wszyscy są winni a niewinni. Komedia w 4 aktach z niemieckiego (wierszem), wyst. Warszawa 4 października 1811; rękopis znajdował się w Bibliotece Teatru Warszawskiego; autorstwo jak wyżej poz. 1; według F.L. Schröder
7. Don Juan, fragmenty libretta do opery W.A. Mozarta (według tekstu włoskiego i niemieckiego) przekł. eksperymentalnie około roku 1811, starając się uzyskać zgodność muzyki z tekstem; inform. J. F. Królikowski: Prozodia polska, Poznań 1821, s. IX
8. Romans. Opera w 1 akcie z francuskiego, wyst. Warszawa 26 marca 1812 (według E. Szwankowskiego; według M. Karasowskiego: 1813; według J. Lipińskiego: 1814), muzyka: H. Berton; autorstwo jak wyżej poz. 1; według M.F. Loraux: La Romance; Estreicher (I, 1870, 379) podaje jako autora tekstu F. B. Hoffmanna
9. Rywal swego Pana. Komedia w 1 akcie z francuskiego przełożona, wyst. Warszawa 3 maja 1812; autorstwo jak wyżej poz. 1
10. Skarb mniemany, czyli niebezpieczno podsłuchiwać pod drzwiami. Opera w 1 akcie z francuskiego, wyst. Warszawa 30 października 1812, muzyka: E.H. Méhul; rękopis: Ossolineum, sygn. 5118/I (tu data premiery: 17 września 1812); autorstwo jak wyżej poz. 1; według F. B. Hoffmann
11. Gruba żałoba. Opera komiczna w 1 akcie z francuskiego, wyst. Warszawa 22 października 1813, muzyka: H. Berton; autorstwo jak wyżej poz. 1; według Ch.G. Étienne, J.C. Vial
12. Dwie bezsenne nocy. Drama w 5 aktach z niemieckiego, wyst. Warszawa 25 lutego 1814; rękopis: Ossolineum, sygn. 10764/I (tu data powst.: 1813); autorstwo jak wyżej poz. 1; według J.G. Dyk
13. Opera naprędce, czyli aktorowie zmyśleni. Opera w 1 akcie z francuskiego, wyst. Warszawa 1 kwietnia 1814, muzyka: Nicolo (N. Isouard); autorstwo jak wyżej poz. 1
14. Ludzie honoru. Drama w 3 aktach, wyst. Warszawa 17 marca 1815; rękopis znajdował się w Bibliotece Teatru Warszawskiego, sygn. 1276; autorstwo za Estreicherem (I, 1870) ustalił B. Korzeniewski, wymieniając jako współautora L.A. Dmuszewskiego(?); według J.B. Cantiran de Boirie
15. Skąpiec. Komedia w 5 aktach, wyst. Warszawa 11 listopada 1815(?); autorstwo według Estreichera (I, 1870); datowane według hipotezy E. Szwankowskiego
16. Dwaj Anglicy. Komedia w 3 aktach, wyst. Warszawa 28 czerwca 1818; autorstwo według Estreichera (I, 1870); datowane według hipotezy E. Szwankowskiego; według P. F.C. Merville
17. Beniowski. Opera w 3 aktach, wyst. Warszawa grudzień roku 1817, muzyka: F.A. Boieldieu; autorstwo według M. Karasowskiego; u J. Lipińskiego nierozstrzygnięte; według A.V. Pineux Duval (na podstawie dramatu Kotzebuego)
18. Machabeusze, czyli wzięcie Jerozolimy. Drama w 4 aktach z francuskiego, wyst. Warszawa 26 maja 1820, wyd. Warszawa 1820; według J. G.A. Cuvelier de Trye, L. Chandezon: Les Machabées ou la Prise de Jérusalem
19. Upiór. Melodrama w 3 aktach z Prologiem, z francuskiego, wyst. Warszawa 8 kwietnia 1821, wyd. Warszawa 1821; rękopis z adnotacją: "według opowieści Byrona" znajdował się w Bibliotece Teatrów Warszawskich, sygn. 1465; według P.F.A. Carmouche, Jouffroy i Ch. Nodier: Le Vampire
20. Nowy Kopciuszek, czyli Zofia. Komedia w 4 aktach przez p. M. Rougemont, przetłumaczona przez B. K., wyst. Warszawa 27 czerwca 1821; rękopis: Ossolineum, sygn. 4829/I; datowanie według E. Szwankowskiego
21. Nocleg w zamku. Operetka w 1 akcie z francuskiego, wyst. 13 lipca 1821, muzyka: J. Damse; autorstwo według: M. Karasowskiego, K. Michałowskiego i A. Papierzowej
22. Ofiara Abrahama. Drama liryczne w 4 aktach, wyst. Warszawa 11 grudnia 1821, wyd. Warszawa 1821 (tu błędna data premiery: 8 grudnia 1821), muzyka: J. Elsner; według J.G.A. Cuvelier de Trye, L. Chandezon: Le Sacrifice d'Abraham
23. Teresa, czyli sierota z Genewy. Drama w 3 aktach, wyst.: Warszawa 1 lutego 1822, Lwów 1822; rękopis: Biblioteka Jagiellońska, sygn. 6721/II; rękopis znajdował się także w Bibliotece Teatrów Warszawskich, sygn. 1364; autorstwo jak wyżej poz. 14; według St. Victor (V.H. Ducange): Thérèse ou l'Orpheline de Genève
24. Powrót Stanisława żołnierza polskiego. Komedia w 1 akcie p. (E.A.) Scribe z francuskiego przełożona (cz. 2 sztuki: Michał i Krysia), wyst. Warszawa 10 grudnia 1824; rękopis: Ossolineum, sygn. 5074/I (z datą: 1825); datowanie według E. Szwankowskiego
25. Szkoła dramatyczna. Komedia, wyst. Warszawa 15 grudnia 1824 (na popisie Instytutu Muzyki i Deklamacji); inform. A. Nowak-Romanowicz (w przypisach do Summariusza J. Elsnera) i Estreicher IV (1966) 323
26. Głuchy, czyli pełna oberża. Komedia w 3 aktach z francuskiego przez P., poprawiona i pomnożona przez p. p. Batiste i Brunet, przełożona w r. 1825 przez...; rękopis: Ossolineum, sygn. 5056/I; wyst. Warszawa 8 maja 1826; źródło i dat. premiery wskazał E. Szwankowski; według J.B. Choudart, P.J. Desforges; wcześniejsze opracowanie sztuki pióra K. Boskamps Lasopolskiego wyst. 20 stycznia 1804
27. Komiarczyk. Drama (komedia) w 3 aktach, wyst. Warszawa 25 maja 1826; rękopis znajdował się w Bibliotece Teatrów Warszawskich, sygn. 1357; fragm.: Śpiewka z dramy Kominiarczyk, "Kolęda na r. 1827", Warszawa (1826) s. 38-39; Estreicher nie odnotował tej sztuki; autorstwo ustalił B. Korzeniewski; według Th. Sauvage(?)
28. Nowy teatr. Quodlibet ze śpiewkami, wyst. Warszawa, Teatr Rozmaitości, 27 września 1829; autorstwo według Estreichera (I, 1870; IV, 1966); dat. według E. Szwankowskiego
29. Mirandolina. Komedia w 3 aktach, wyst. Warszawa około roku 1835; autorstwo i datowanie jak wyżej poz. 28
30. Mój zięć. Komedia w 1 akcie, wyst. Warszawa, Teatr Rozmaitości, 25 lutego 1842 (premiera?); autorstwo według Estreichera (I, 1870); datowanie wyst. za E. Szwankowskim: Alojzy Żółkowski (ojciec), s. 76; według J. Bayard, Laurentin (A. Chapelle)
31. Kat z Amsterdamu. Drama w 3 aktach; autorstwo według Estreichera (I, 1870); według v. Ducange, R.Ch.G. de Pixérécourt.

### Listy
- Od L. Osińskiego z 9 sierpnia 1817, ogł. E. Szwankowski: Z korespondencji Ludwika Osińskiego, "Pamiętnik Teatralny" 1962, zeszyt 1.